# Jastrebac (Vlasotince)
Jastrebac (Vlasotince) (em cirílico: Јастребац) é uma vila da Sérvia localizada no município de Vlasotince, pertencente ao distrito de Jablanica, na região de Vlasina. A sua população era de 381 habitantes segundo o censo de 2011.

## Demografia
| 1948 | 1953 | 1961 | 1971 | 1981 | 1991 | 2002 | 2011 |
| ---- | ---- | ---- | ---- | ---- | ---- | ---- | ---- |
| 664  | 670  | 664  | 595  | 507  | 458  | 423  | 381  |